# Alfred von Waldstätten

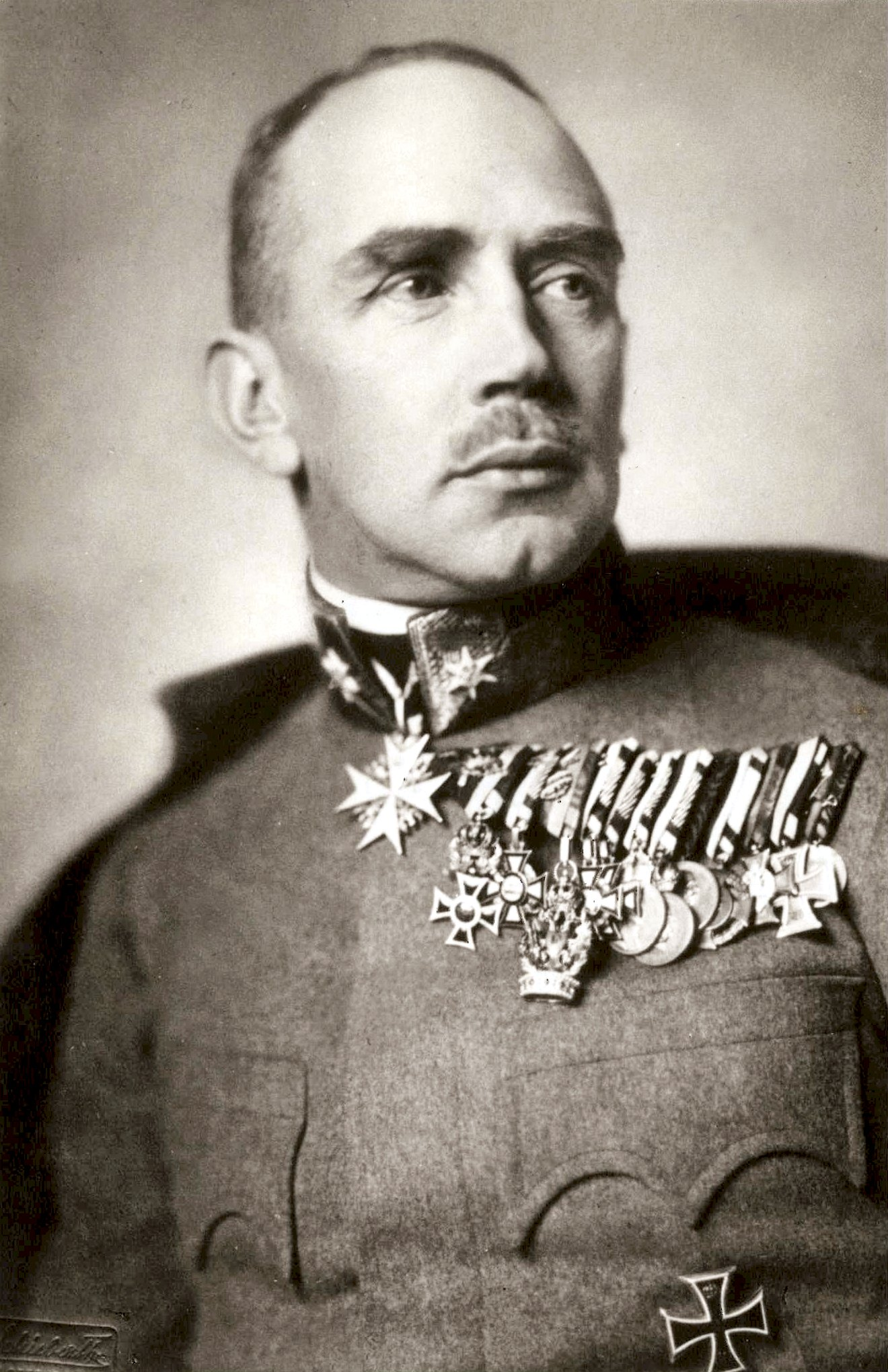
Alfred Georg Freiherr von Waldstätten

Alfred Georg Heinrich Maria (Freiherr von) Waldstätten (* 9. November 1872 in Wien; † 12. Jänner 1952 in Mauerbach) war ein österreichisch-ungarischer und österreichischer Offizier (höchster Rang: Feldmarschallleutnant), Ausbilder an der k.u.k. Kriegsschule und wichtiger militärischer Berater von Erzherzog-Thronfolger Karl Franz Joseph, seit 1916 Kaiser Karl I.

## Biographie
Der Sohn des Feldzeugmeisters Georg von Waldstätten und ältere Bruder des Offiziers und Militärschriftstellers Egon von Waldstätten schloss im Ausmusterungsjahrgang 1892 an der Theresianischen Militärakademie in Wiener Neustadt als mit Abstand Bester des Jahrgangs, als Einziger mit der Note vorzüglich Bedachter, ab. Am 18. August 1892 trat er als Leutnant in das k.u.k. Infanterie-Regiment Nr. 81 seines Onkels Johann Baptist von Waldstätten ein, besuchte 1895–1897 die Kriegsschule und wurde außertourlich am 1. Mai 1895 zum Hauptmann befördert. Er verließ 1897 die Kriegsschule wiederum als Jahrgangsbester und Einziger mit der Note vorzüglich.

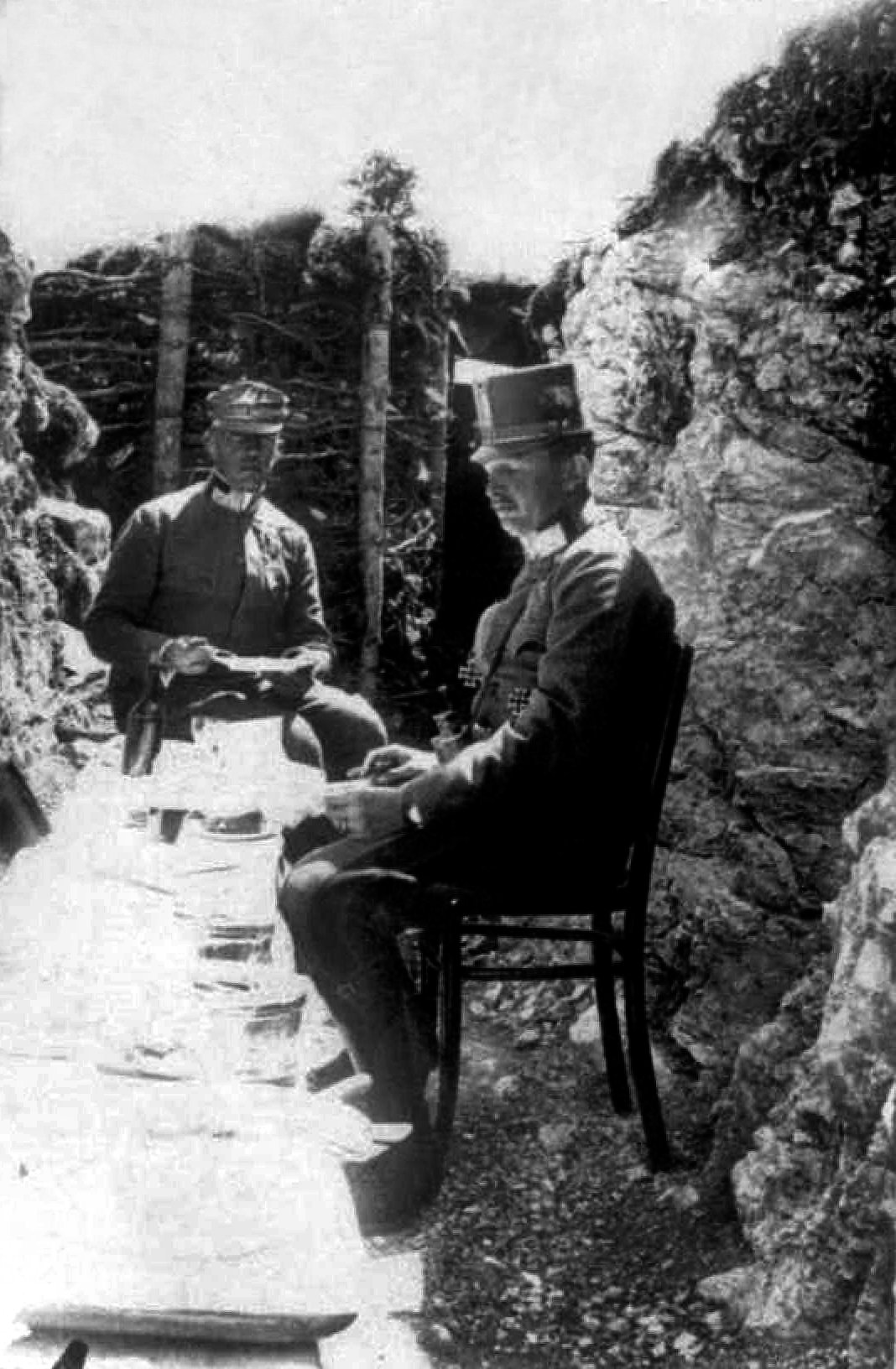
Erzherzog-Thronfolger Karl Franz Joseph und Alfred von Waldstätten, 1916

Es folgten Truppendienst- und Generalstabsverwendungen, so 1899–1901 als Hauptmann beim Infanterieregiment Nr. 1 Kaiser, 1901 als Hauptmann im Generalstabskorps, 1908–1910 als Major (1. Mai 1909) und Stabschef der 28. Infanteriedivision in Laibach. Er avancierte per 1. November 1912 zum Oberstleutnant und fungierte als Lehrer an der Kriegsschule. Seine Ernennung zum Oberst erfolgte nach Kriegsbeginn zum 1. November 1914.
Als der Weltkrieg ausbrach, wurde Waldstätten zum Chef der Operationsabteilung der Armeegruppe Dankl ernannt und war als solcher an der Schlacht von Kraśnik am 25. August 1914 beteiligt, bei der die 9. deutsche und Dankls 1. k.u.k. Armee die russischen Truppen erstmals besiegten. Später hatte er, als dies der Vormarsch der Russen unvermeidlich machte, den Rückzug seiner Armee an den Flüssen Tanev und San im österreichischen Galizien zu planen. 1915 wurde er in gleicher Funktion ins Landesverteidigungskommando Tirol versetzt, als Italien an der Seite der Triple Entente in den Krieg gegen Österreich-Ungarn eintrat. 1915 erhielt er das Eiserne Kreuz I. Klasse.
Auf besonderen Wunsch von Erzherzog-Thronfolger Karl Franz Joseph wurde ihm Waldstätten, seit März 1916 Generalstabschef des XX. Korps in der 7. Armee (Kövess), als persönlicher Berater beigegeben. In der Folge war Waldstätten ab Ende September 1916 Stabschef der 7. Armee. Am 21. November 1916 folgte der Erzherzog-Thronfolger dem verstorbenen Franz Joseph I. als Kaiser nach. 1916 wurde Waldstätten mit dem Orden der Eisernen Krone II. Klasse ausgezeichnet.
Nachdem der neue Kaiser Karl I. 1917 General Arthur Arz von Straußenburg als Nachfolger von Franz Conrad von Hötzendorf zum neuen Generalstabschef ernannt hatte, wurde Waldstätten auf Wunsch des Kaisers am 2. März 1917 Chef der Operationsabteilung des Armeeoberkommandos (AOK). Der am 12. August 1917 (Rang vom 10. September 1917) zum k.u.k. Generalmajor beförderte Waldstätten wurde am 3. November 1917 mit dem preußischen Orden Pour le Mérite ausgezeichnet und erhielt im gleichen Jahr das Kommandeurkreuz des Österreichischen Leopold-Ordens und das Militärverdienstkreuz II. Klasse.
Im Jänner 1918 wurde Waldstätten Stellvertreter des Chefs des Generalstabes. In diesem Amt war er für die Operationsplanung der Armee an der Ostfront verantwortlich.
Zu Kriegsende telefonierte Waldstätten am 2. November 1918 ausführlich mit dem nach der am 31. Oktober 1918 in Kraft getretenen Auflösung der Realunion Ungarns mit Österreich bestellten ungarischen Kriegsminister Béla Linder. Dieser fragte an, wann sein Befehl an die ungarischen Regimenter, den Kampf sofort einzustellen und nach Ungarn zurückzukehren, vom AOK an diese Regimenter weitergegeben würde. Die Antwort darauf hing damit zusammen, wann der Waffenstillstand von Villa Giusti, der fertig verhandelt war, abgeschlossen würde. Dies geschah nach einigen Verzögerungen in Wien (der Kaiser wollte den deutschösterreichischen Staatsrat einbinden, dieser lehnte aber jede Mitverantwortung ab) am 3. November 1918 und führte zur sofortigen Einstellung der Kampfhandlungen durch die verbliebenen, kriegsmüden Truppen. Die italienische Armee hielt sich allerdings an den im Waffenstillstandsvertrag als Tag des Inkrafttretens angeführten 4. November und machte bis dahin noch Hunderttausende Gefangene. Waldstätten führte, soweit dies von Baden bei Wien aus möglich war, die Aufsicht über den Rückmarsch der verbliebenen Reste der k.u.k. Armee von der Südfront.
Von Optimisten, die an den Fortbestand des kaiserlichen Österreich nach 1918 glaubten, soll Waldstätten für den Posten des Kriegsministers nach dem Krieg vorgesehen gewesen sein. Diese Erwägungen erwiesen sich aber Anfang November 1918 als irreal (siehe unter anderem: Ministerium Lammasch, Deutschösterreich). Er wurde vom deutschösterreichischen Staatsamt für das Heerwesen am 1. Jänner 1919 pensioniert. Im April 1919 wurden mit dem Adelsaufhebungsgesetz Adelstitel wie Freiherr von abgeschafft.
Später wurden Waldstätten Ehrungen zuteil: Mit Entschließung des österreichischen (diktatorischen) Bundespräsidenten Wilhelm Miklas vom 31. Juli 1937 erhielt er den Titel Feldmarschallleutnant. Das NS-Regime verlieh Waldstätten am 27. August 1939, dem sogenannten Tannenbergtag, den Charakter als General der Infanterie.
Sein 1921 verstorbener Schwiegervater Karl Borromäus Ferdinand Putz von Rolsberg hatte ihm testamentarisch die Verwaltung seiner Güter einschließlich Schloss Leitersdorf in Mähren, das im Krieg zum Reichsprotektorat Böhmen und Mähren gehörte, übertragen, da sein einziger Sohn und alle anderen volljährigen männlichen Familienmitglieder bereits verstorben waren. In dieser Zeit war er auch letzter deutscher Bürgermeister von Leitersdorf. Er wurde im Zuge der Vertreibung und Enteignung der Familie durch den wieder errichteten tschechischen Staat verhaftet und in einem Schauprozess zu sieben Jahren Haft verurteilt, jedoch nach zwei Jahren begnadigt. Gezeichnet von den Haftbedingungen, verbrachte er seine letzten Lebensjahre im österreichischen Mauerbach nahe Wien.

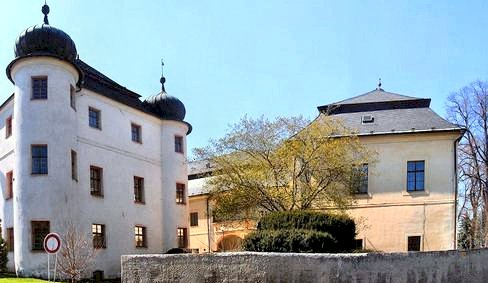
Altes und Neues Schloss Leitersdorf

## Familie
Alfred war Sohn von Georg und Neffe von Johann Baptist Freiherrn von Waldstätten. Er heiratete am 20. Oktober 1900 auf Schloss Leitersdorf Bertha Malwine Antonie Freiin Putz von Rolsberg, genannt Hertha (* 10. Oktober 1881, † 9. Dezember 1972), eine Tochter des Schlossherrn, und hatte mit ihr vier Kinder:
- Dr. jur. Georg Johann Alfred (15. August 1901–xx. Juli 1989)
- Diplomingenieur Karl Georg Maximilian Hans (1903–1945)
- Dr. Maria Eva Bianca Charlotte (1908–1999)
- Johann Baptist Karl (13. Jänner 1921–30. September 1998)

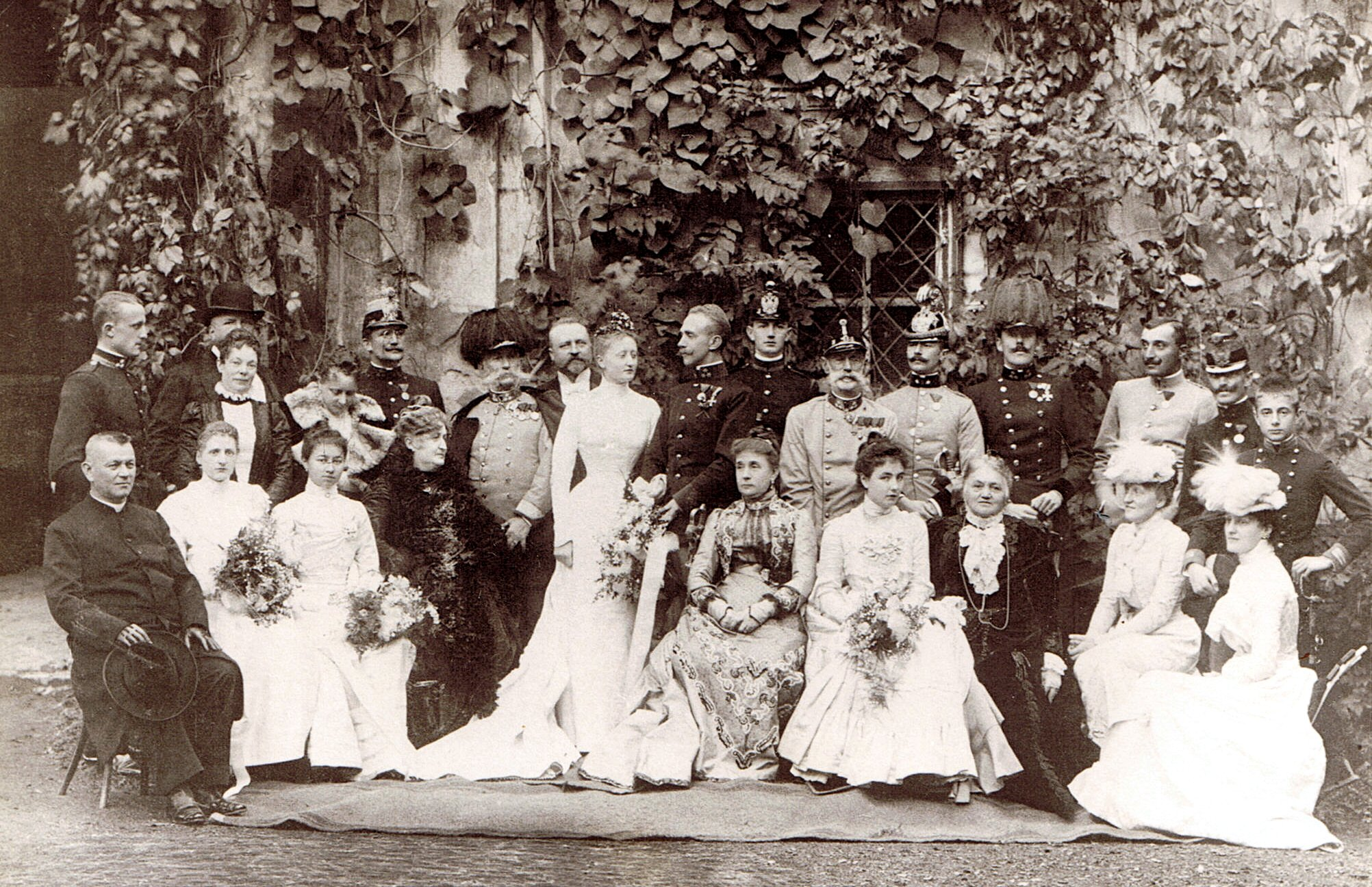
Hochzeit von Alfred Freiherr von Waldstätten und Hertha Freiin Putz von Rolsberg am 20. Oktober 1900
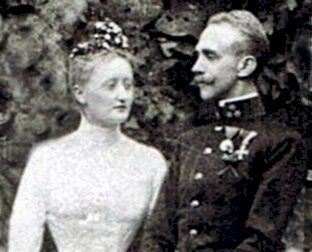
Hochzeit Alfred von Waldstätten und Bertha Malvine Putz von Rolsberg
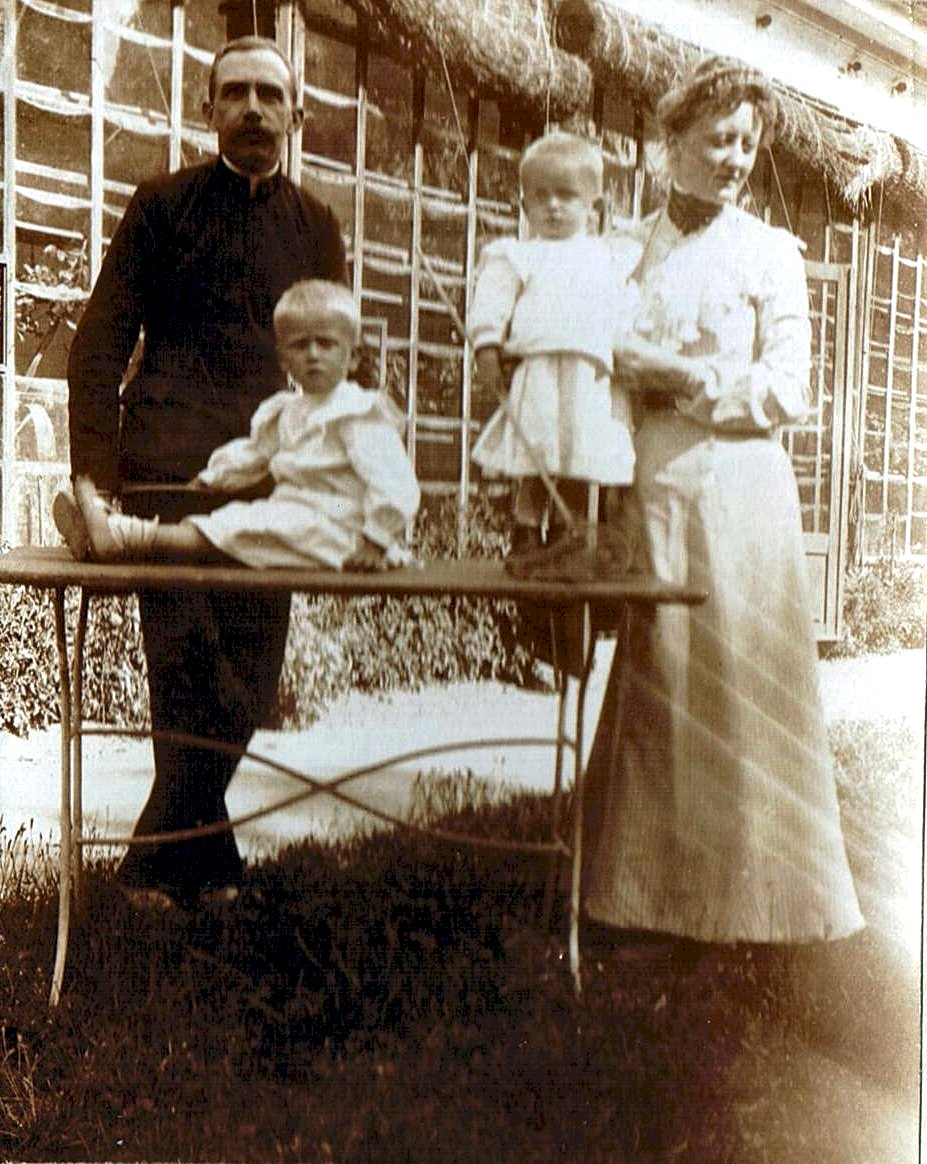
Alfred von Waldstätten mit Gattin und Kindern auf Leitersdorf 1904
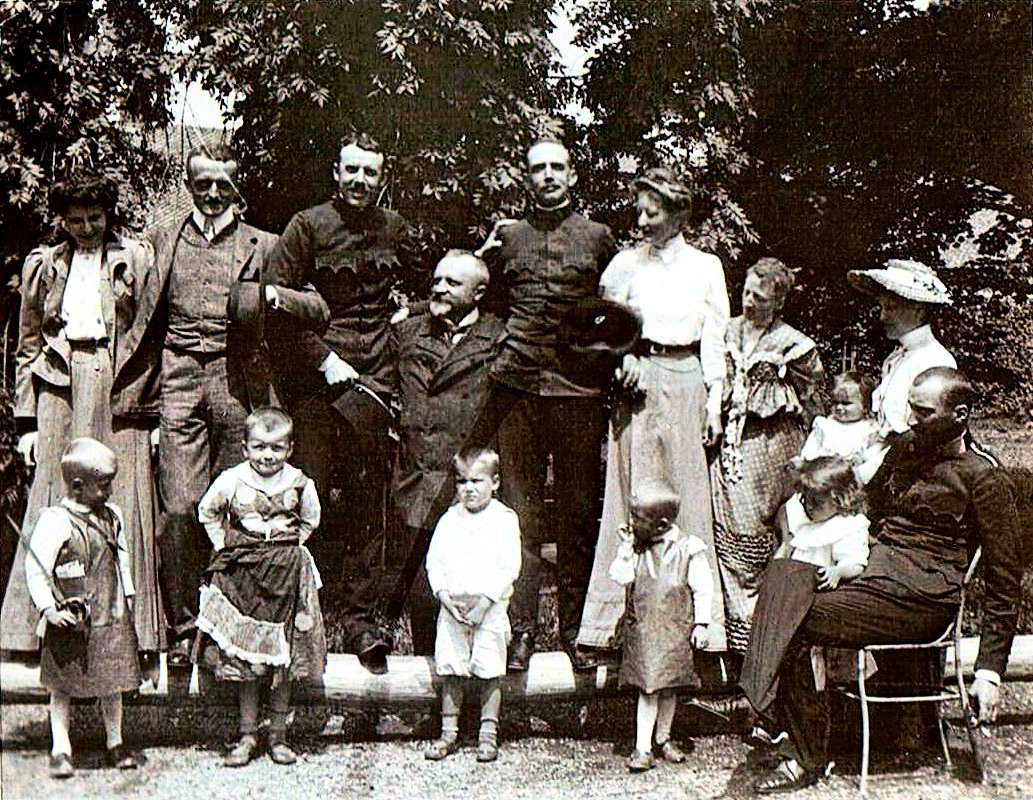
Familienfoto auf Leitersdorf, 1906
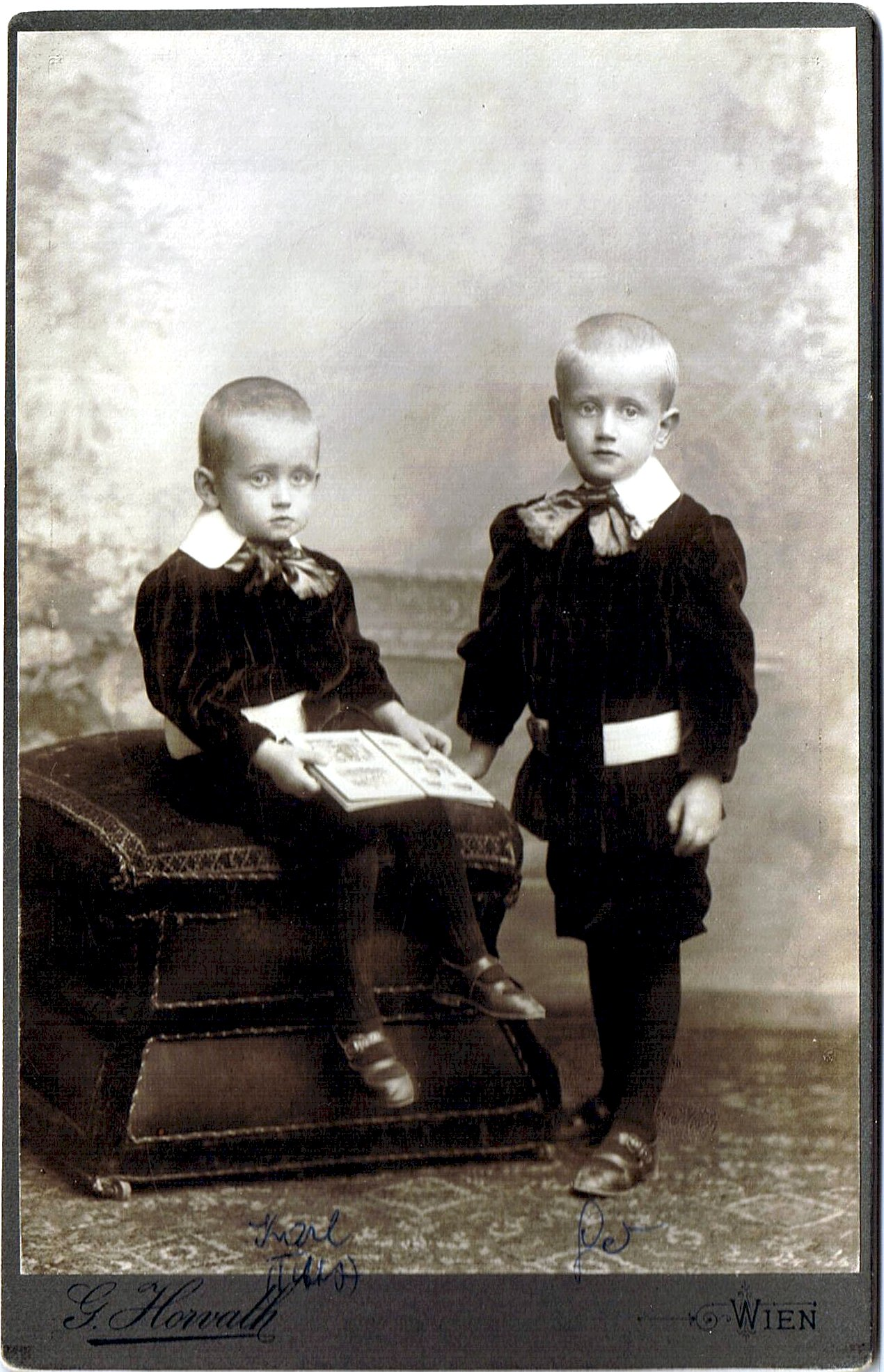
Georg und Karl von Waldstätten 1906
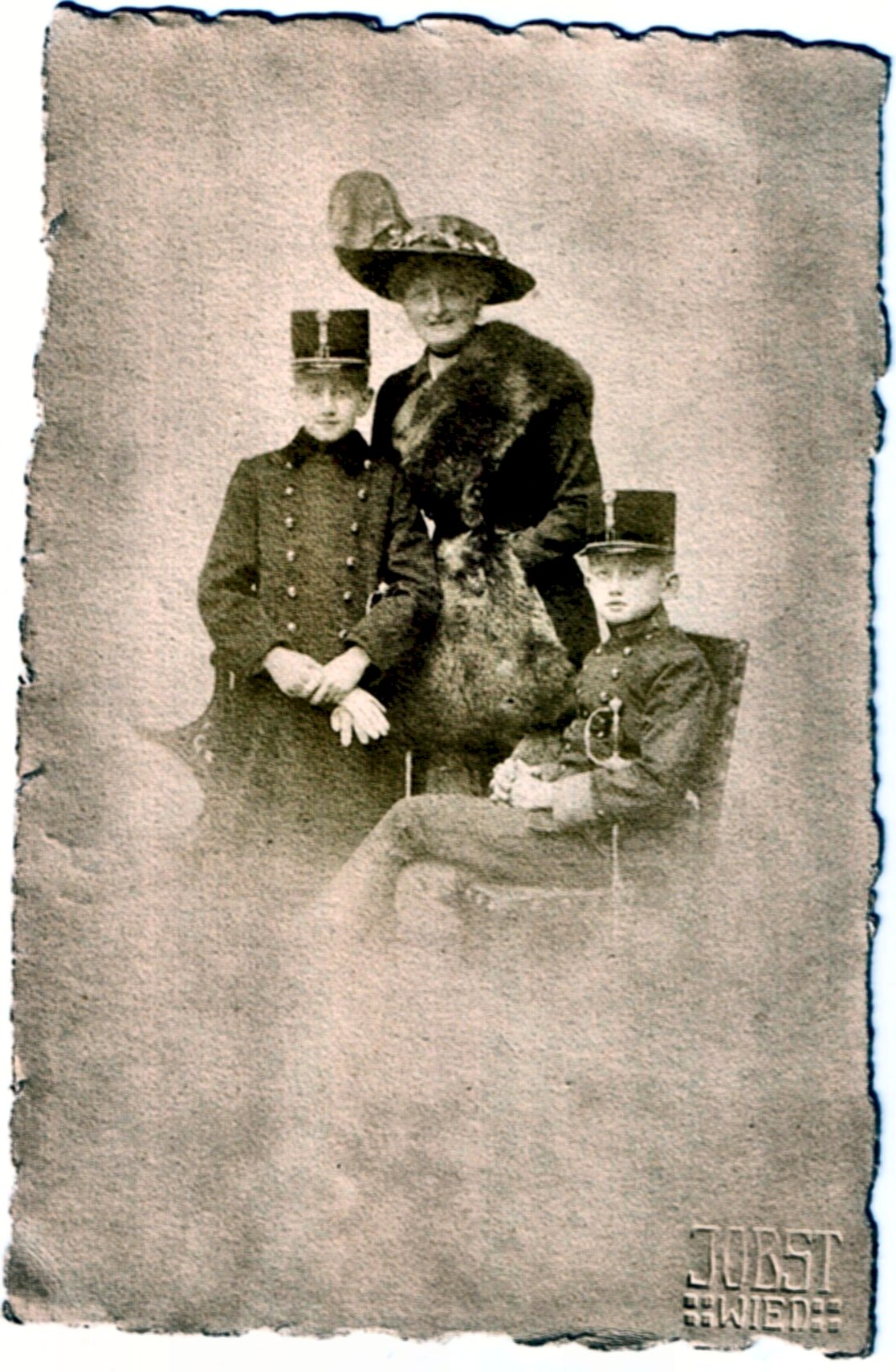
Hertha von Waldstätten mit Kindern, Wien 1914